# 旅順ソ連軍烈士陵園

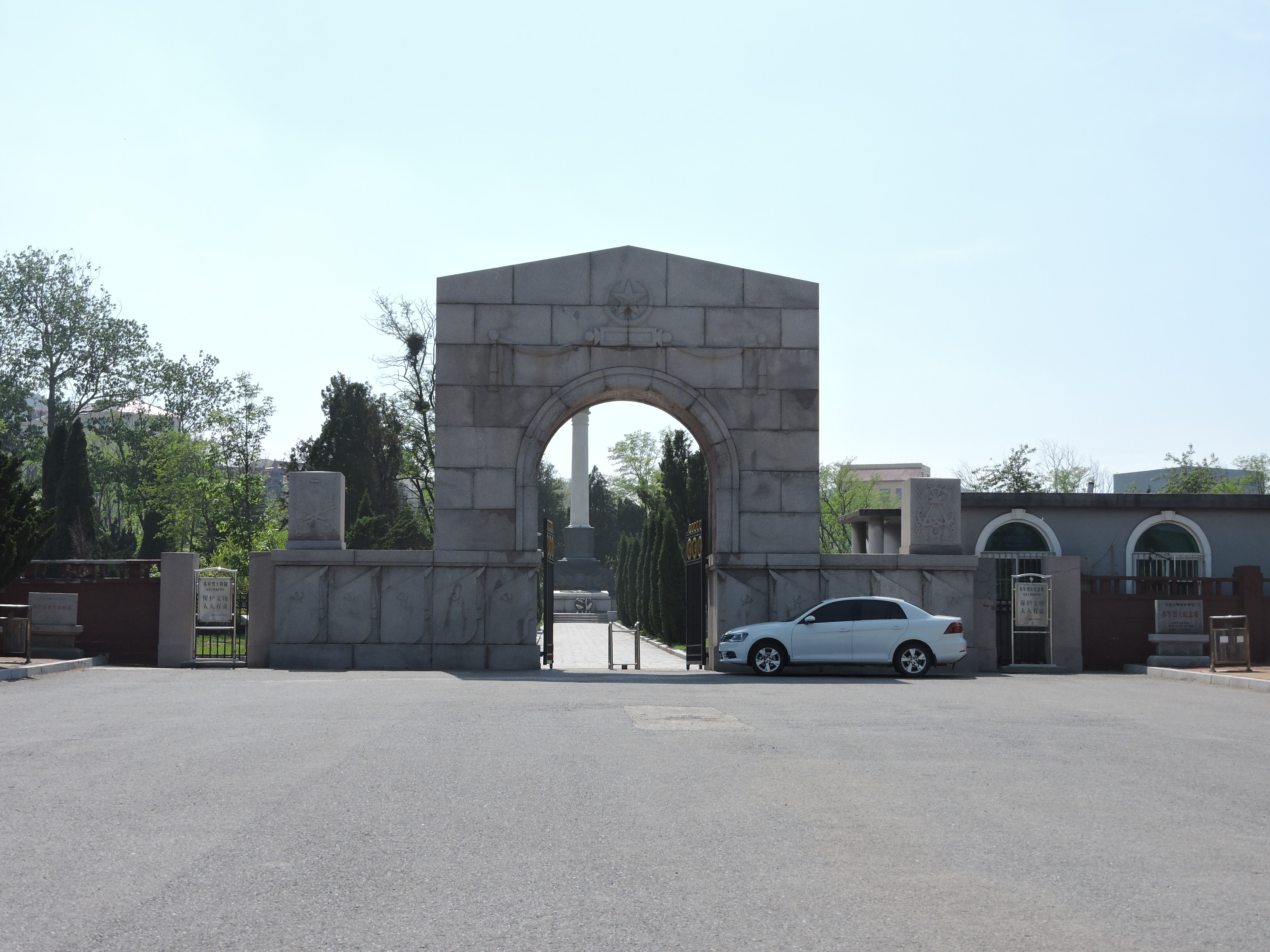
旅順ソ連軍烈士陵園

旅順ソ連軍烈士陵園（中国語: 旅顺苏军烈士陵园）は、大連市旅順口区にある中国最大の外国人墓地。面積は4.8万平方メートルあり、日露戦争と第二次世界大戦で旧日本軍と戦って亡くなった戦没者が眠る。1988年に省級文物保護単位に指定された。

## 概略
1945年、ソ連赤軍の大連進駐後に整備、第二次世界大戦、進駐期間中に亡くなった兵士とその家族、朝鮮戦争で戦死したパイロットら1,323墓、2,030人を埋葬。
一方、陵園西部は帝政ロシアによる旅順占領時期につくられた公共墓地で、日露戦争で亡くなったロシア兵士1万4,873人が眠り、その一角には税所篤文を委員長とする旅順陣歿露兵遺骸合理委員会が建立、1908年6月10日に除幕式を挙行した旅順陣歿露軍将卒之碑がある。
ソビエト連邦の崩壊（1991年12月）後の1999年には、大連・人民広場にあったソ連軍紀念塔と銅像が烈士陵園前の広場に移設された。
ソ連軍烈士陵園の隣には八一烈士陵園が整備されている。
2010年9月、ロシアのドミートリー・メドヴェージェフ大統領が献花に訪れた。

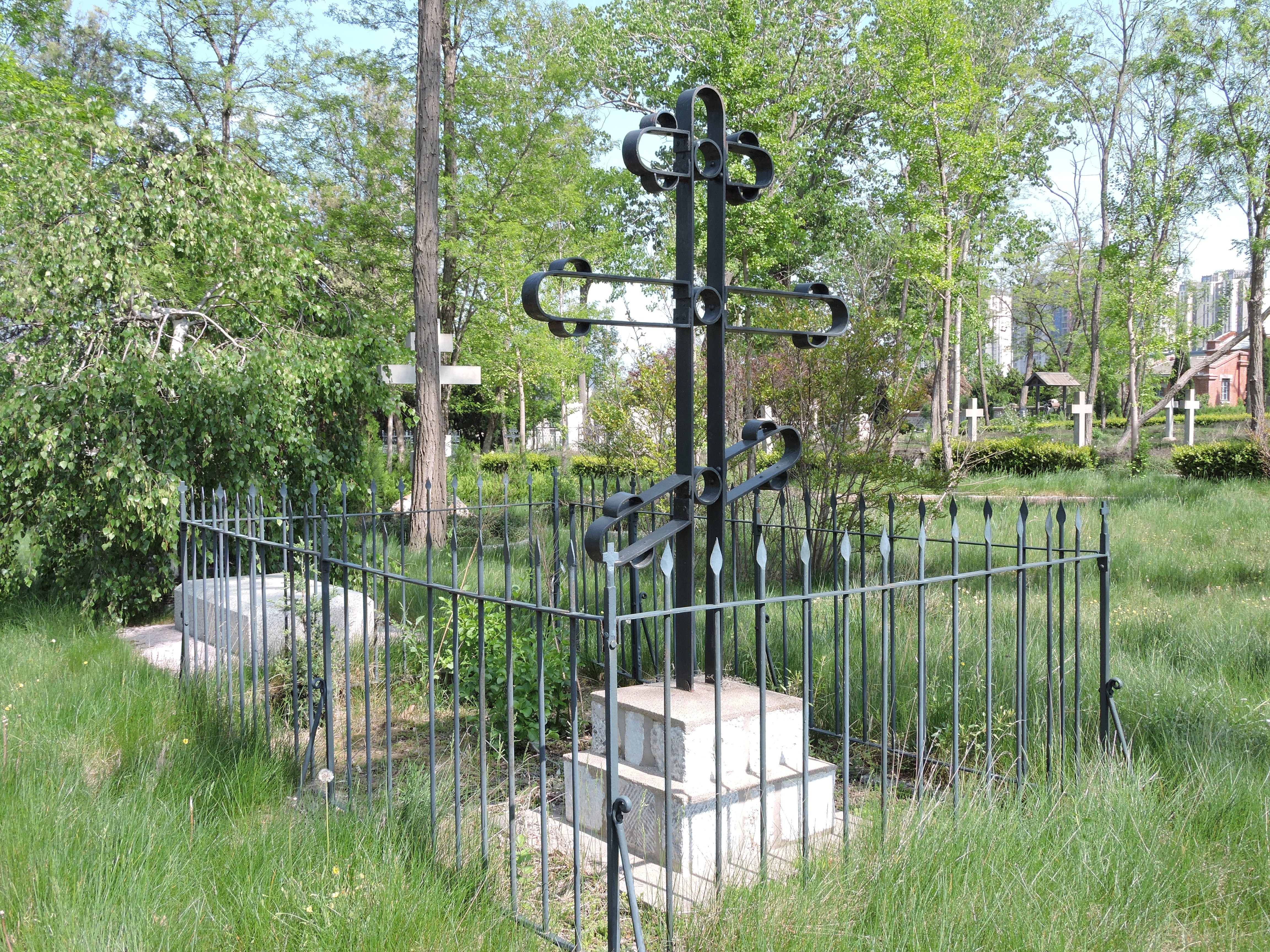
旅順ソ連軍烈士陵園
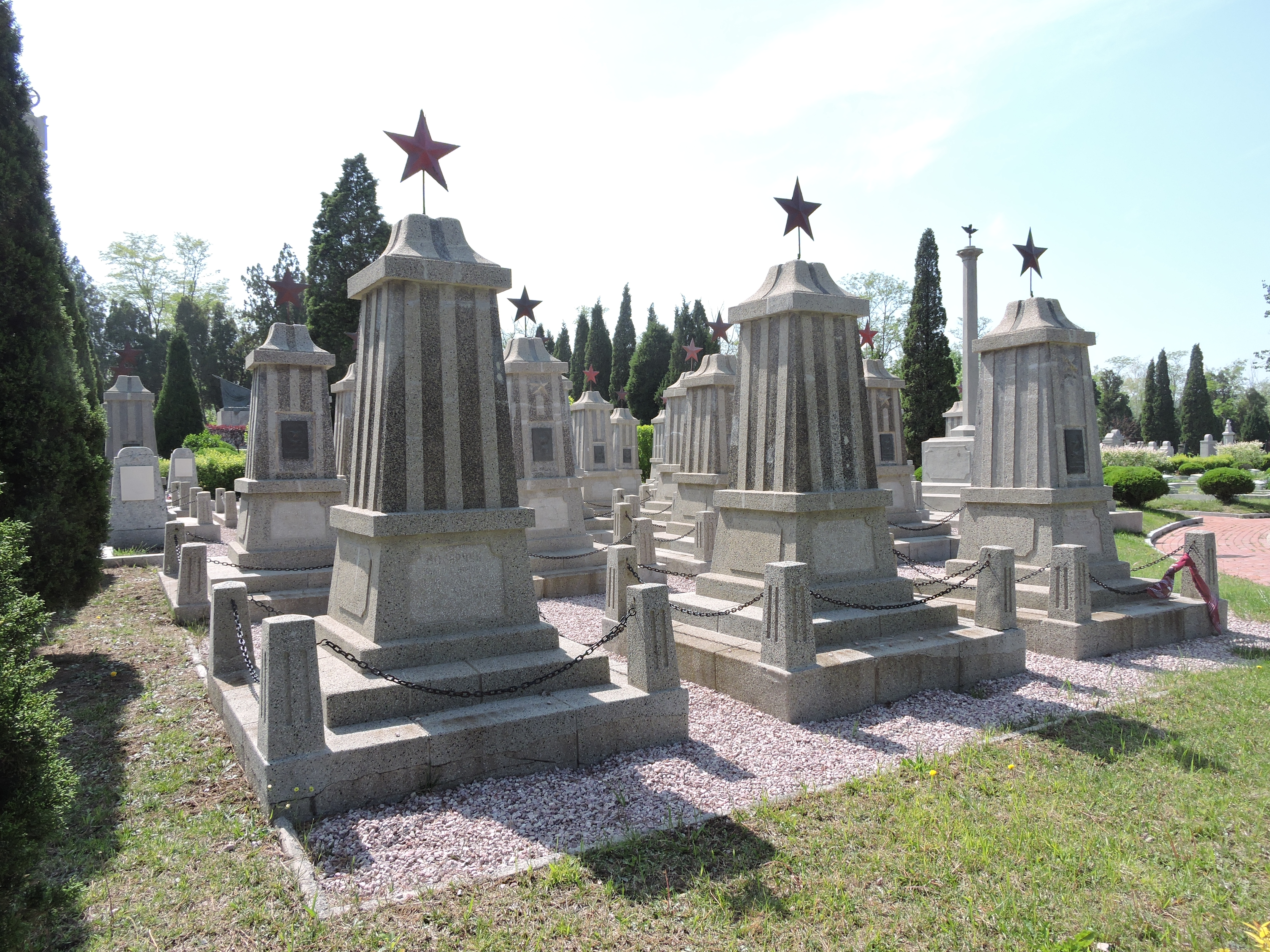
旅順ソ連軍烈士陵園
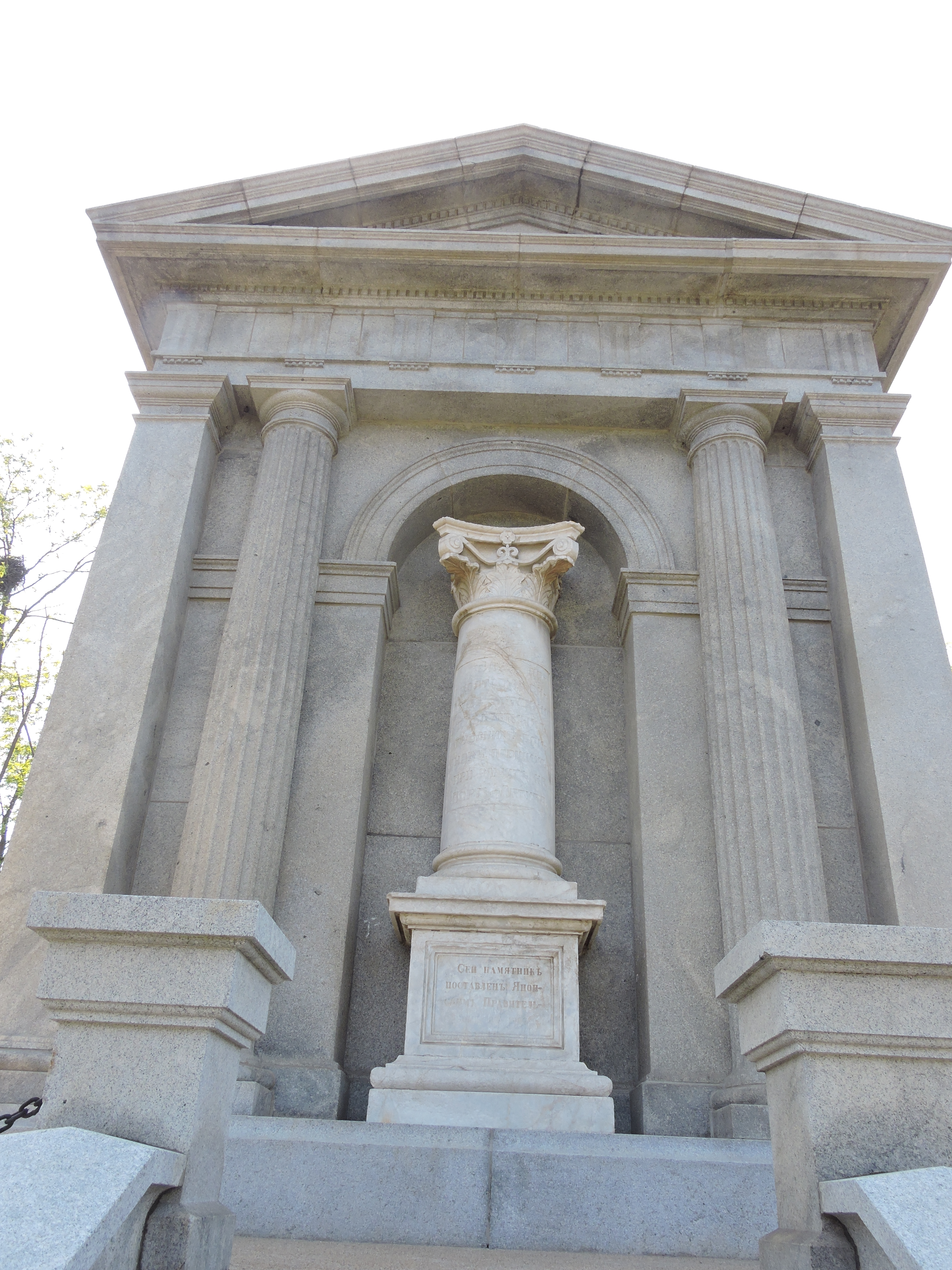
旅順陣歿露軍将卒之碑
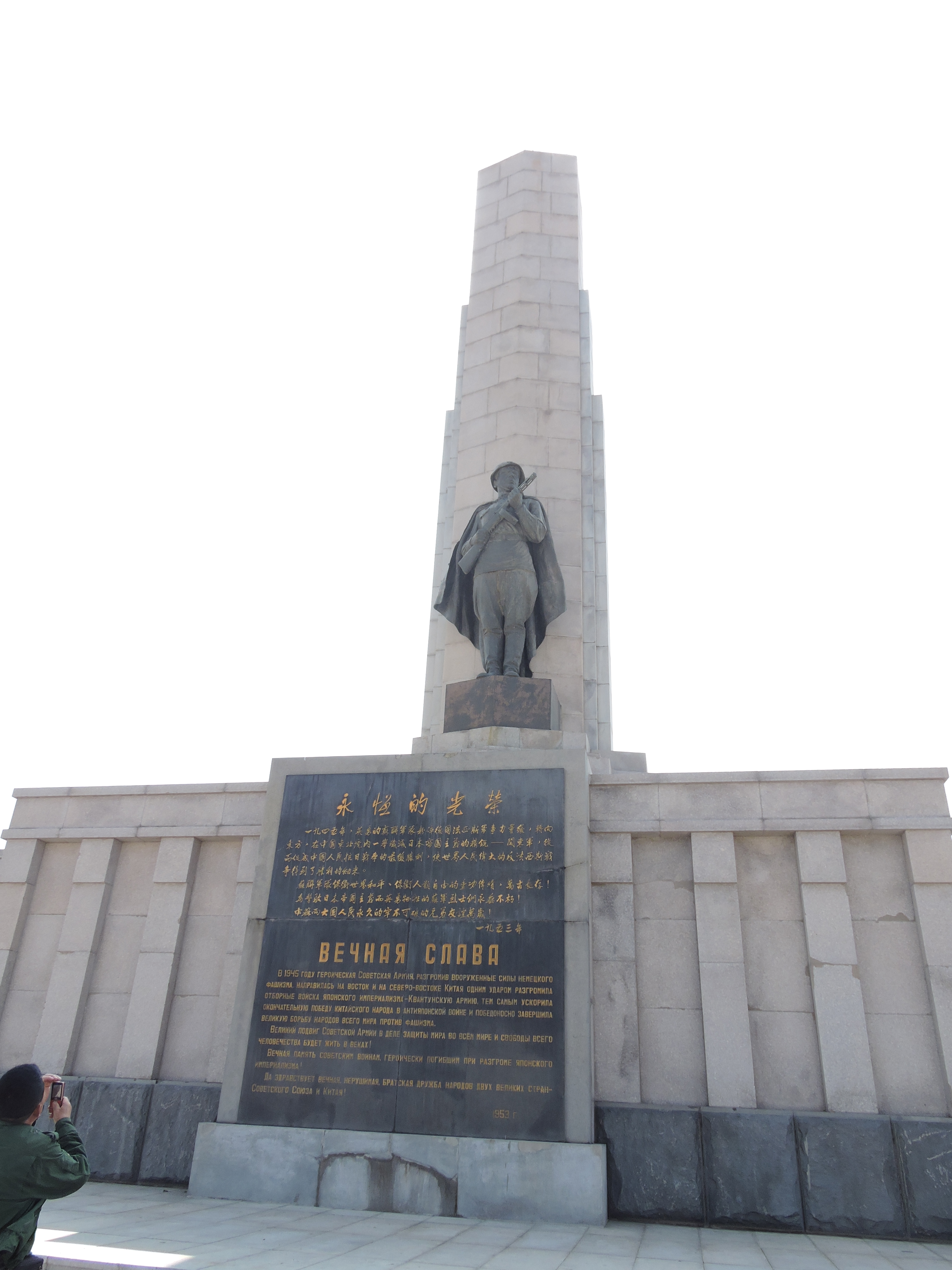
ソ連軍紀念塔
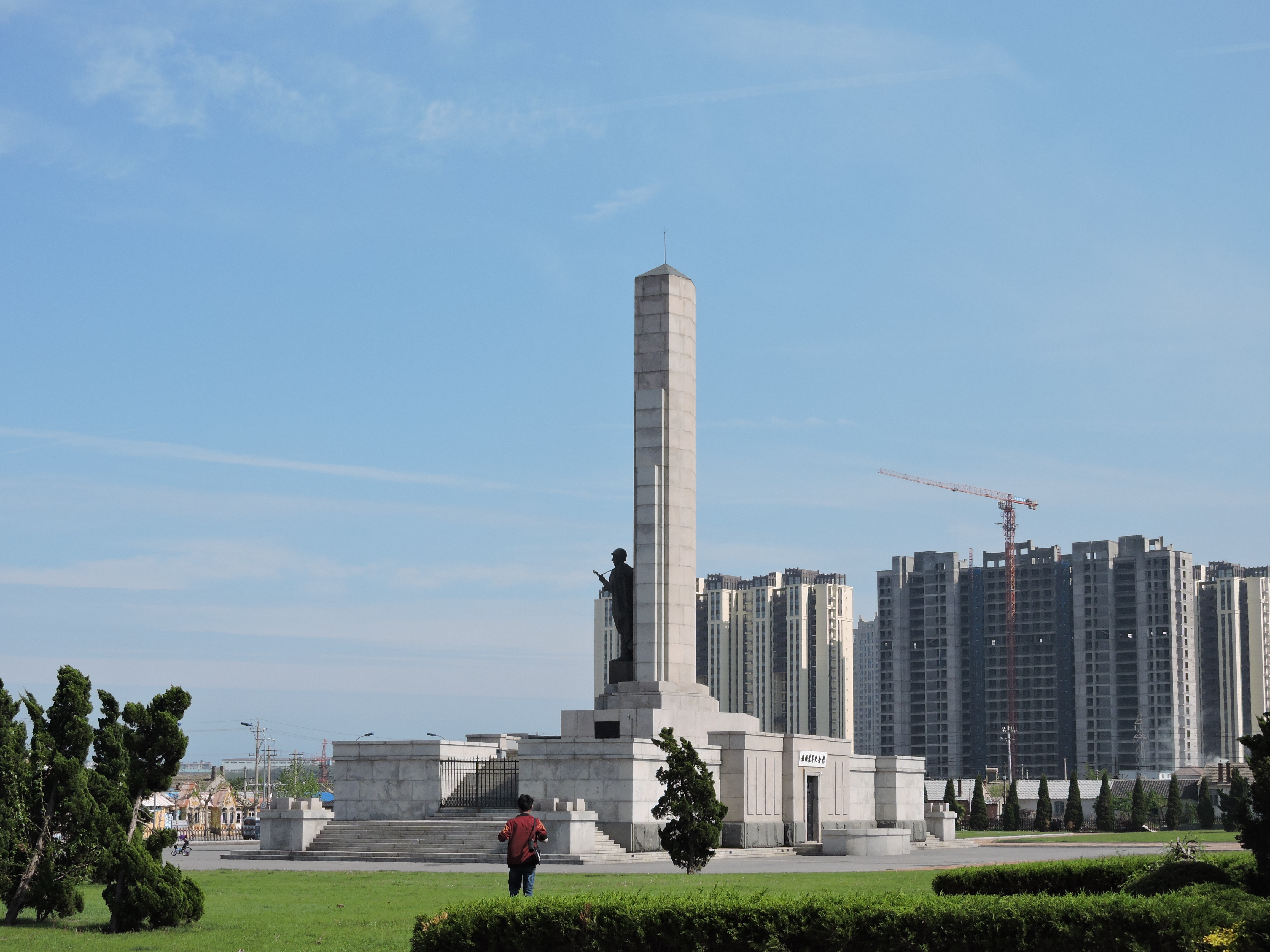
ソ連軍紀念塔と銅像
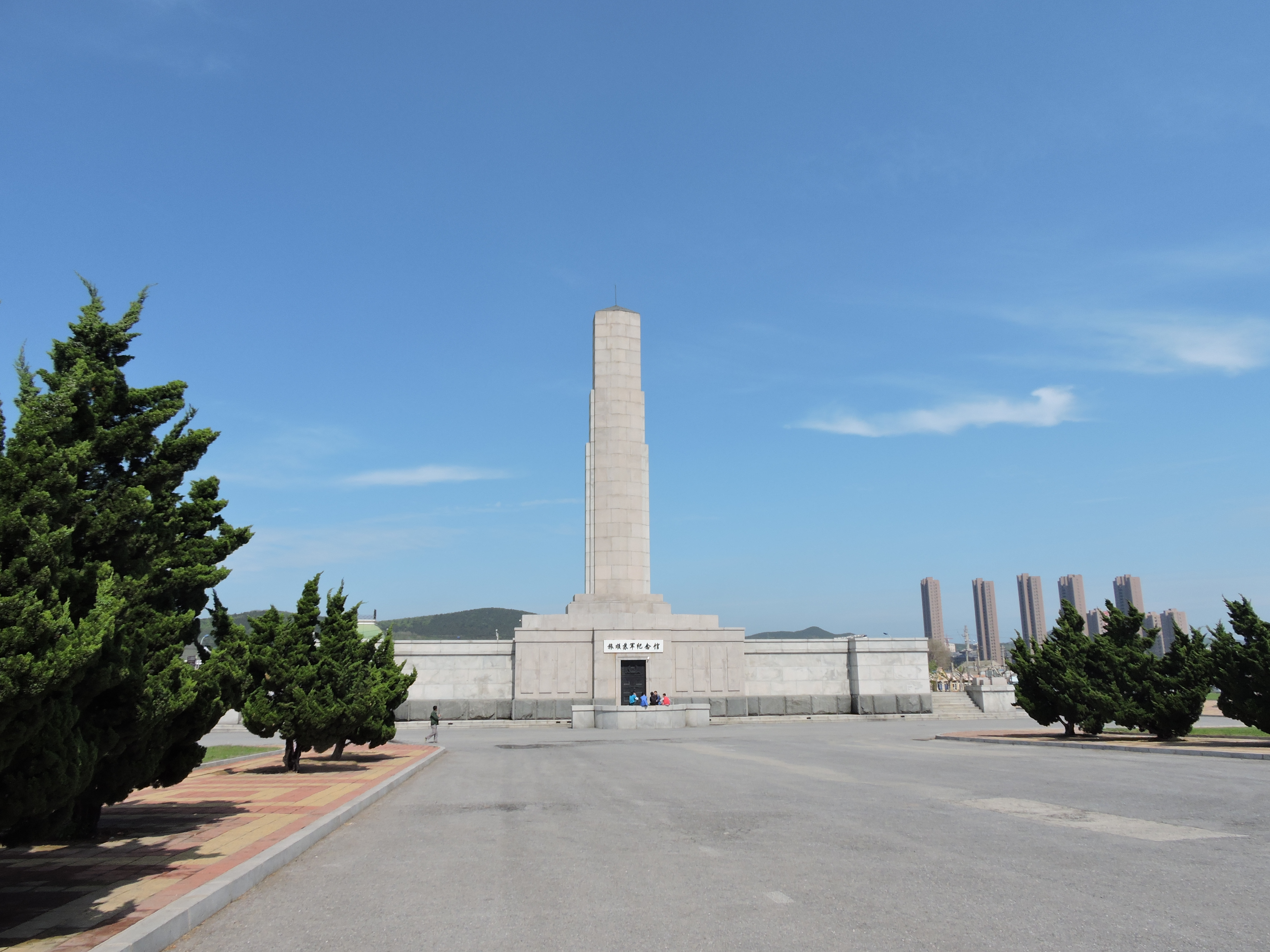
ソ連軍紀念塔の後ろ側
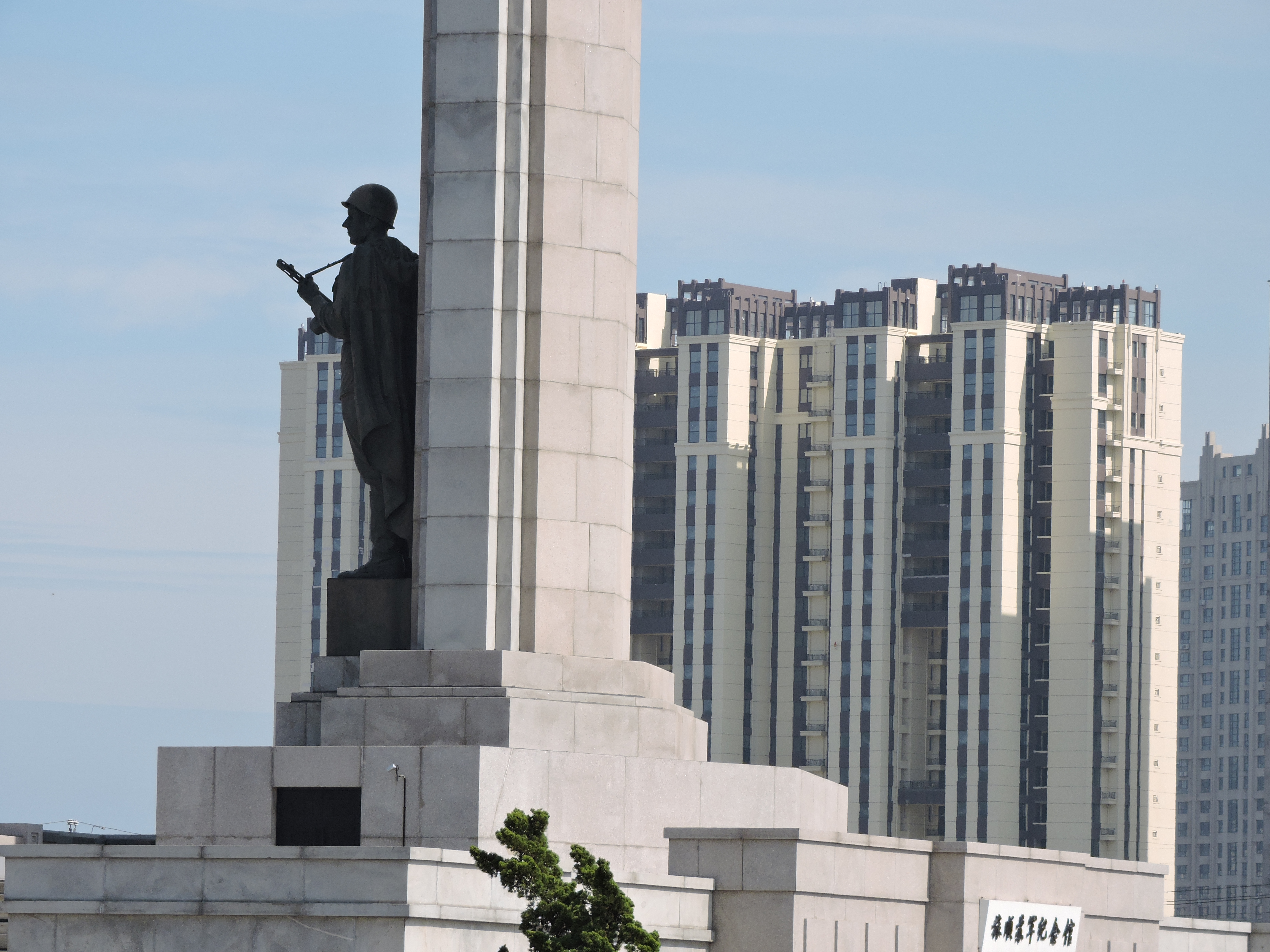
ソ連軍紀念塔と銅像
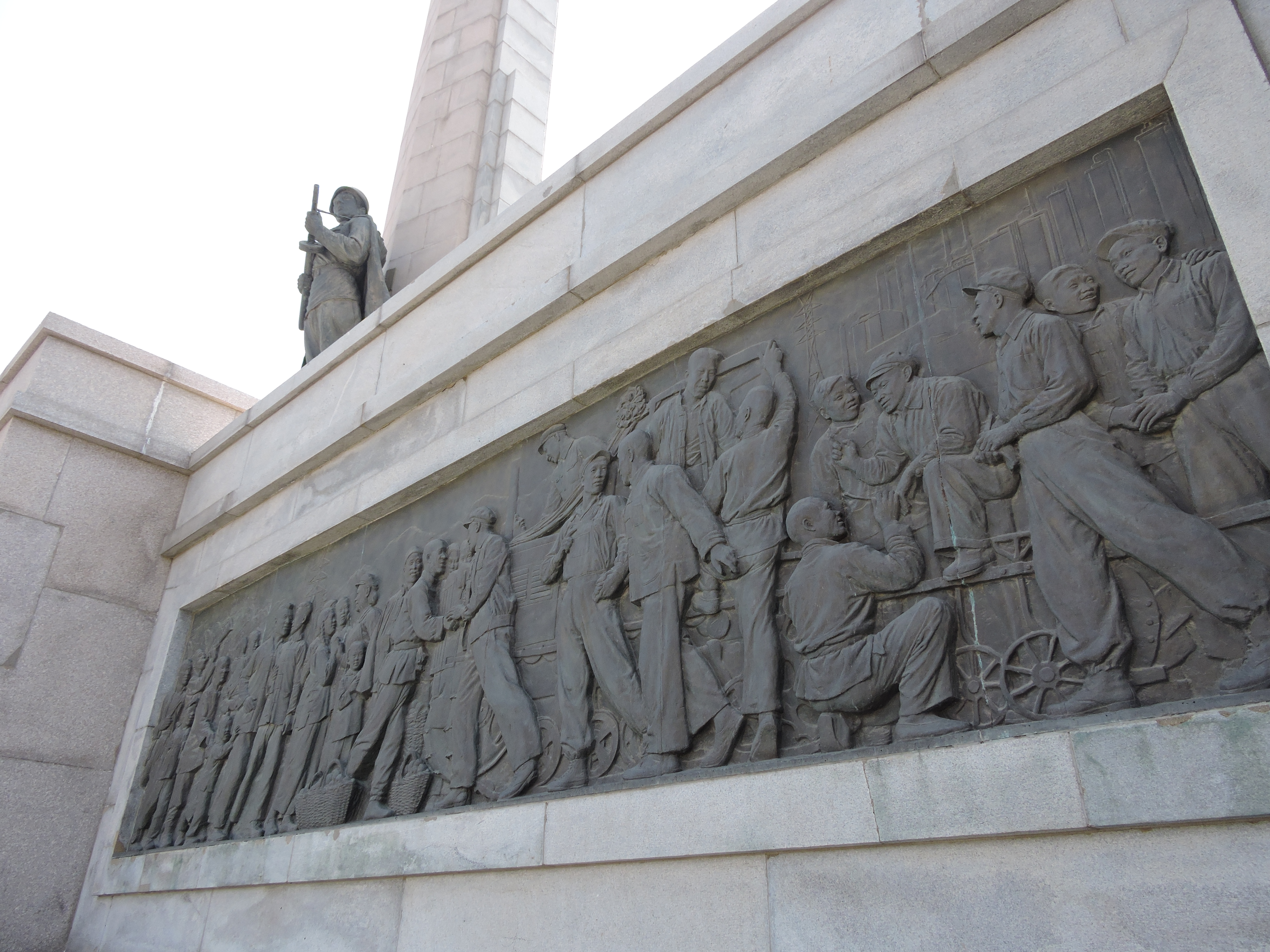
ソ連軍紀念塔
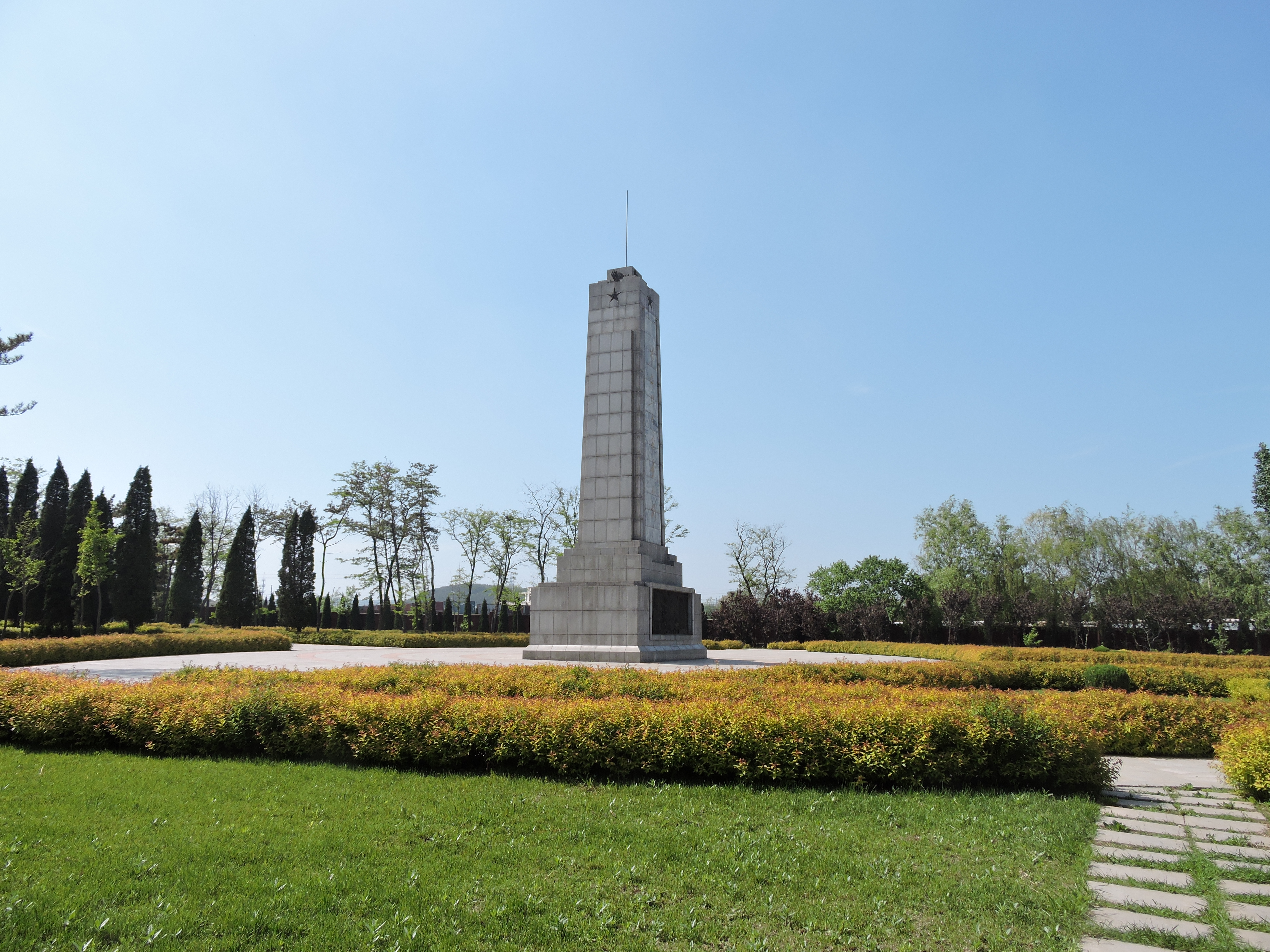
ソ連軍烈士陵園に隣接した「八一烈士陵園」
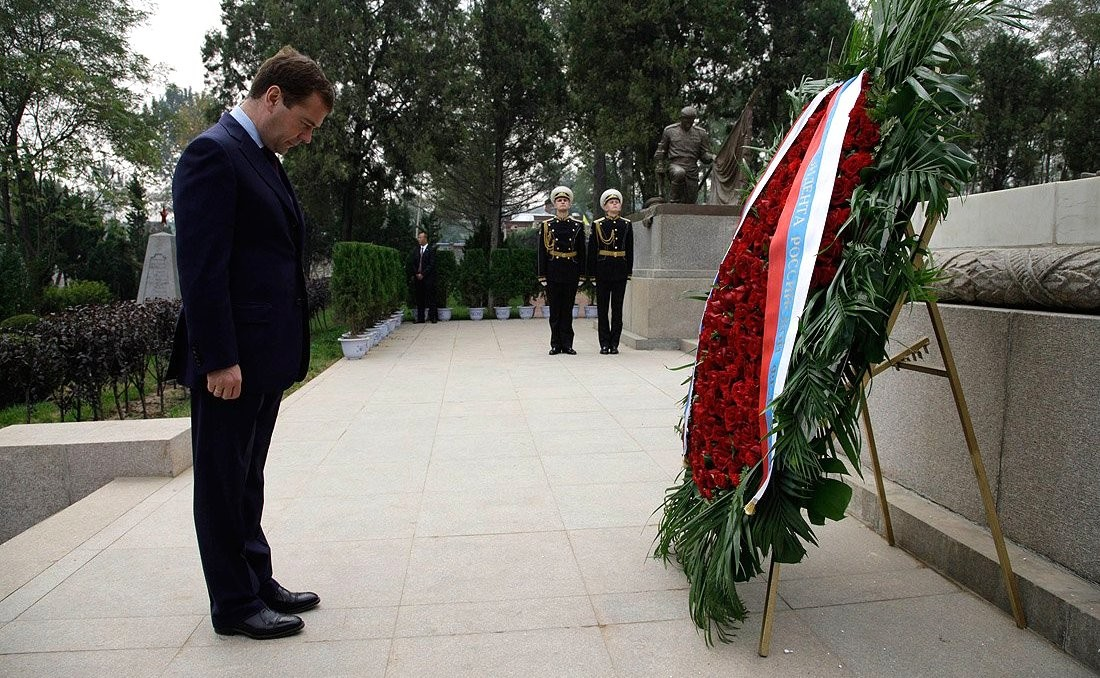
2010年9月訪れたロシアのドミートリー・メドヴェージェフ大統領
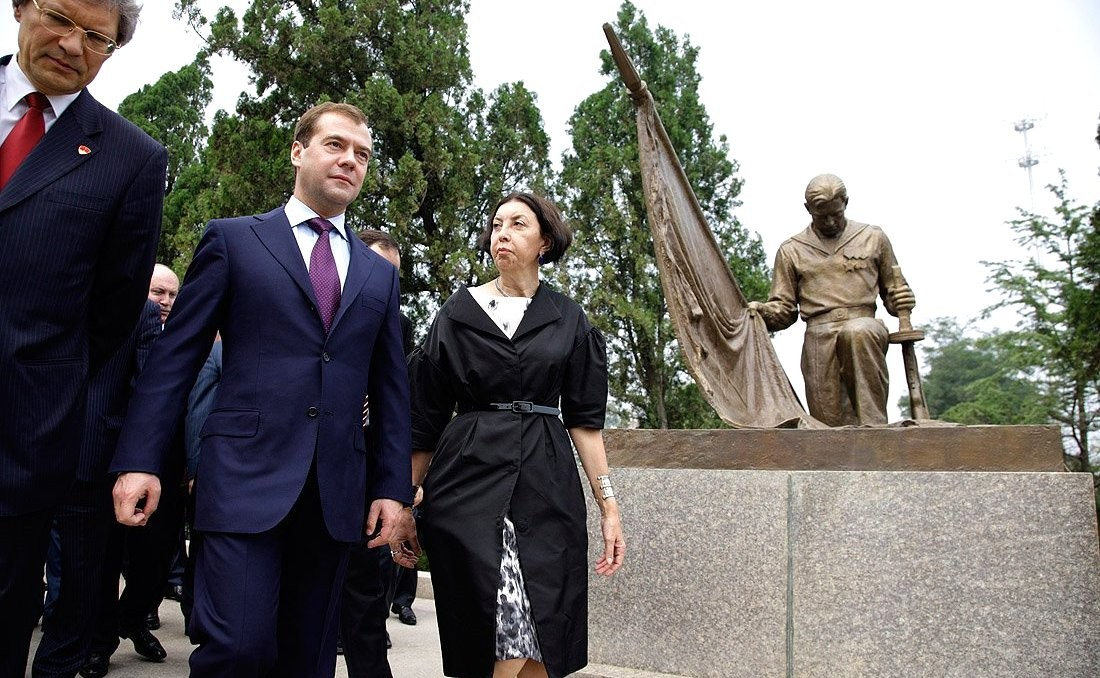
2010年9月訪れたロシアのドミートリー・メドヴェージェフ大統領
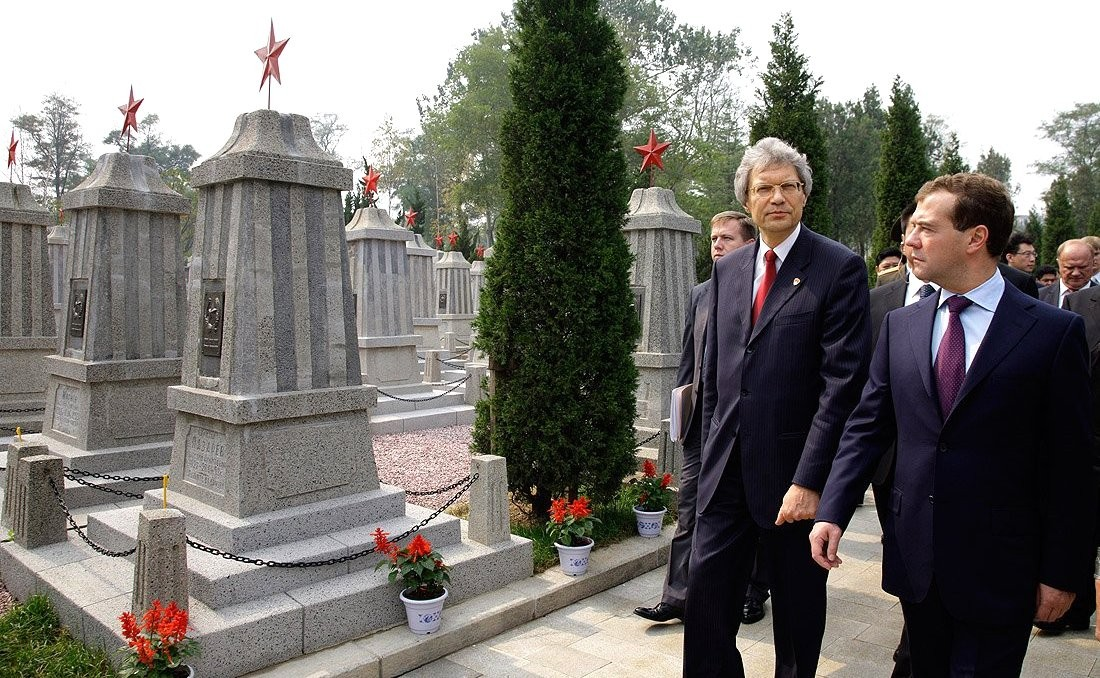
2010年9月訪れたロシアのドミートリー・メドヴェージェフ大統領

## 赤軍烈士紀念塔
ロシア様式の赤軍烈士紀念塔は15メートルあり、12角形の塔身は雪花石膏を用い、塔のてっぺんに星があしらってある。

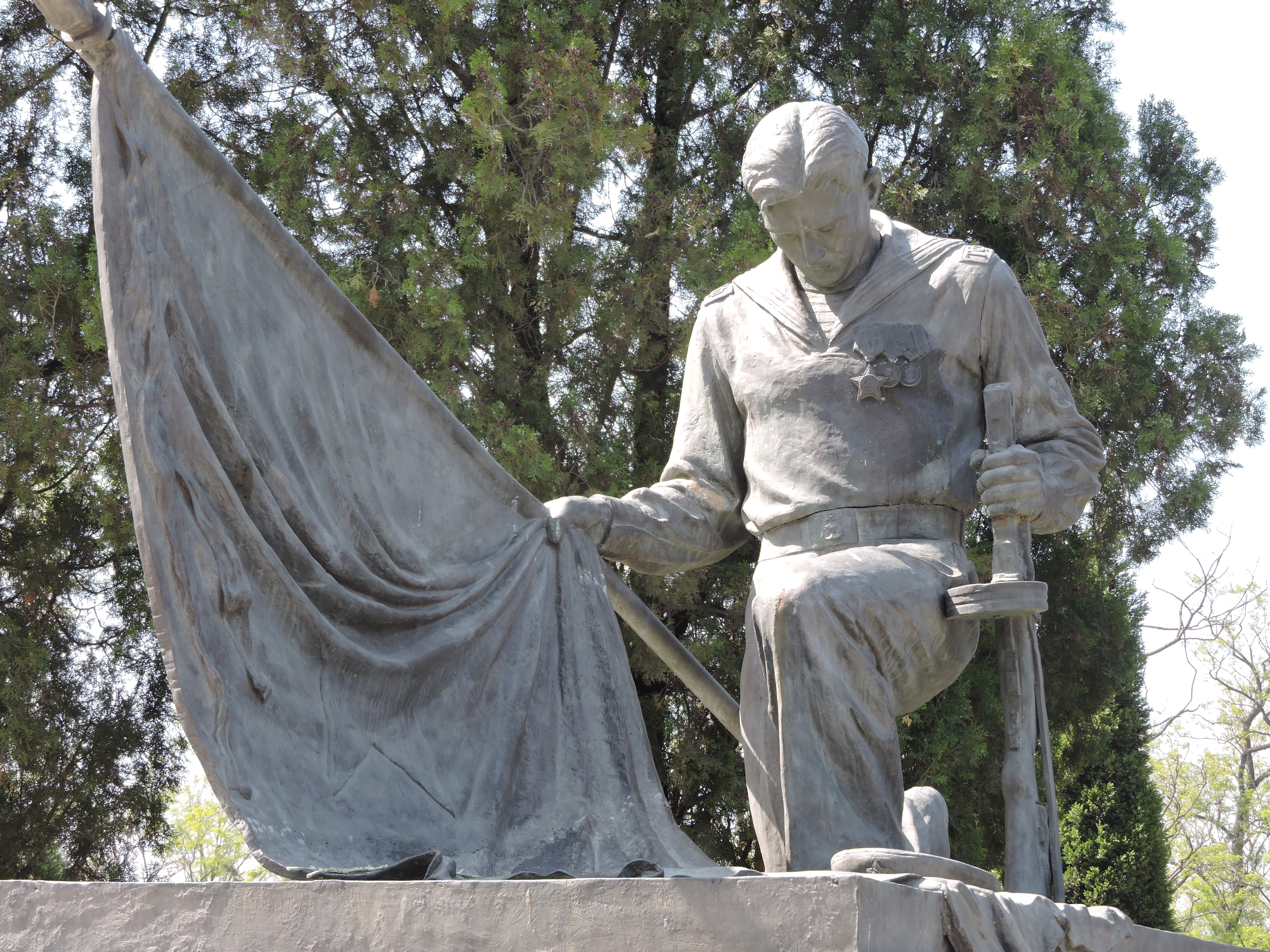
赤軍烈士紀念塔
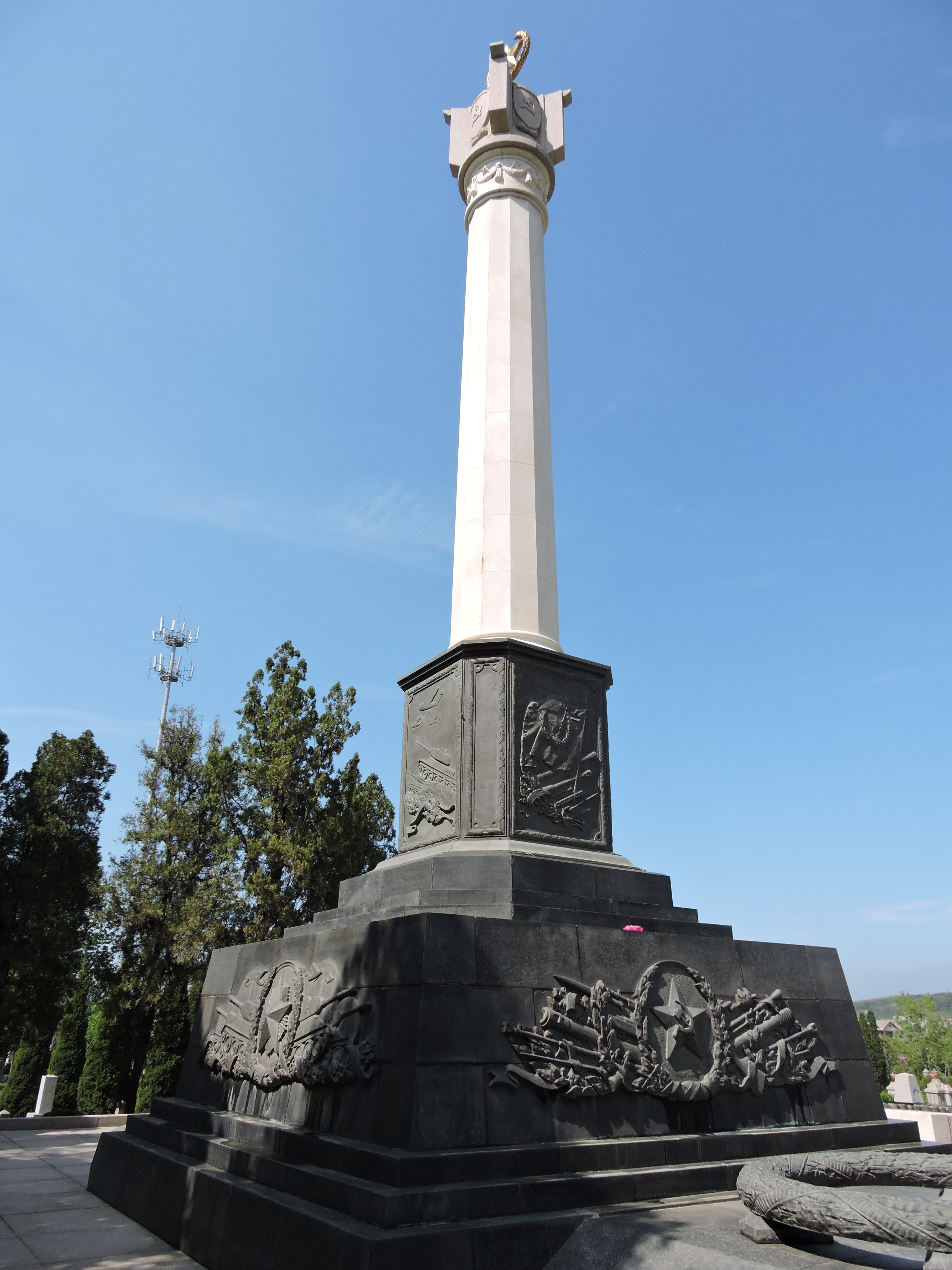
赤軍烈士紀念塔
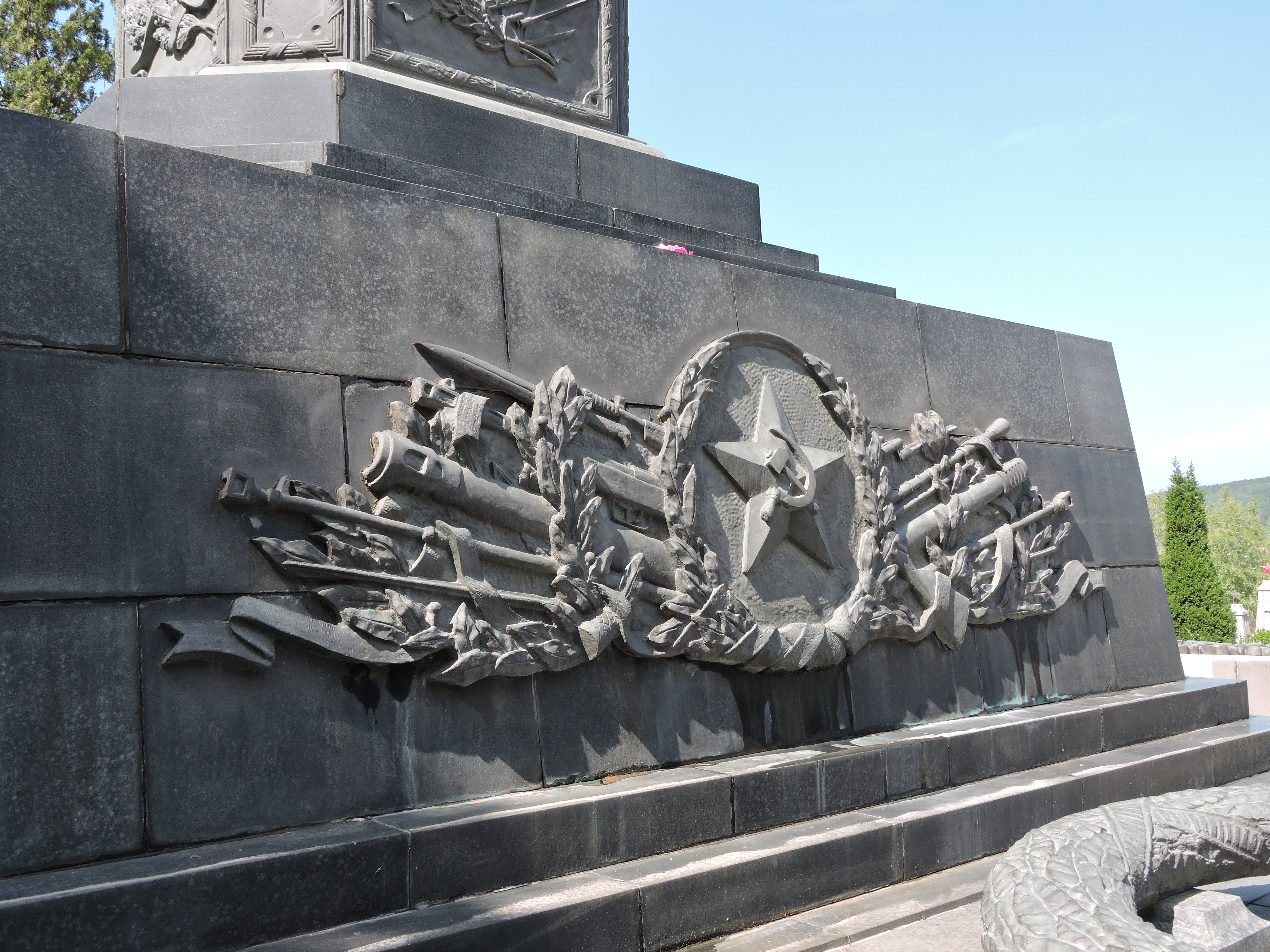
赤軍烈士紀念塔